# Euphorbia hsinchuensis
Euphorbia hsinchuensis är en törelväxtart som först beskrevs av S.C.Lin och S.M.Chaw, och fick sitt nu gällande namn av Cheng Yih Wu och J.S.Ma. Euphorbia hsinchuensis ingår i släktet törlar, och familjen törelväxter.
Artens utbredningsområde är Taiwan. Inga underarter finns listade i Catalogue of Life.